# 에즈라 클라인
에즈라 클라인(Ezra Klein, 1984년 5월 10일~)은 미국의 언론인, 정치 분석가, 뉴욕 타임즈 칼럼니스트이자 Ezra Klein Show 팟캐스트 진행자이다. 그는 Vox 의 공동 창립자이며 이전에는 웹사이트의 편집장을 역임했다. 그는 Washington Post 와 The American Prospect에서 편집 직책을 맡았고 Bloomberg News와 MSNBC에 정기적으로 기고했다. 2020년 1월 Simon & Schuster에서 첫 번째 책인 Why We're Polarized 가 출간되었다.
클라인은 다양한 정책 문제에 대한 심층 분석으로 잘 알려진 블로거로 유명해졌다. 2007년까지 클라인의 블로그는 상당한 팔로워를 얻었고 저널리스트가 부편집장으로 일했던 The American Prospect에 인수되었다. Washington Post에서 클라인은 자신과 다른 기자들의 국내 정책에 대한 글을 실은 브랜드 블로그인 Wonkblog 를 관리했다.

2014년에 동료 저널리스트인 Matt Yglesias, Melissa Bell과 함께 클라인은 복스 미디어가 소유한 설명 뉴스 웹사이트 복스를 공동 설립했다. 그는 편집장을 역임했고 나중에는 편집장을 역임했다. 클라인은 또한 웹 사이트에 기사를 기고하고 관련 팟캐스트(The Ezra Klein Show)를 주최했으며 Vox의 Netflix 시리즈 Explained 의 총괄 프로듀서로 일했다. 2020년 11월, 클라인은 Vox를 떠나 New York Times에 칼럼니스트이자 팟캐스트 진행자로 합류할 것이라고 발표했다.